# Campeonato Paraense de Futebol de 1931
O Campeonato Paraense de Futebol de 1931 foi a 21.ª edição da principal divisão do futebol do Pará. Organizada pela Federação Paraense de Desportos, a competição contou com a participação de cinco clubes, todos sediados na capital Belém. O Paysandu sagrou-se campeão, conquistando seu 8º título estadual, enquanto o Luso Brasileiro ficou com o vice-campeonato.

## Participantes
| Equipe          | Cidade | Títulos (mais recente) | Part. |
| --------------- | ------ | ---------------------- | ----- |
| Luso Brasileiro | Belém  | 0 (não possui)         | 7     |
| Paramouth       | Belém  | 0 (não possui)         | 1ª    |
| Paysandu        | Belém  | 7 (1929)               | 17    |
| Remo            | Belém  | 11 (1930)              | 19    |
| União Sportiva  | Belém  | 2 (1910)               | 21    |

## Premiação
| Campeonato Paraense de 1931  |
| Belém                        |
| ---------------------------- |
| Paysandu Campeão (8º título) |